# زنبق دریاکنار
زنبق دریاکنار (نام علمی: Iris spuria subsp. maritima) نام یک زیرگونه از گونه زنبق نمکزار است.